# Olímpico Atlético Clube
Olímpico Atlético Clube foi uma agremiação esportiva brasileira, sediada em Brasília, no Distrito Federal.

## História
Fundado em 31 de março de 1976, o clube disputou o Torneio Imprensa de 1977. Sua primeira partida oficial foi contra o Taguatinga Esporte Clube. Após a competição, o clube se extinguiu.
O time investiu em uma boa campanha em 1977. Contratou jogadores como o goleiro Elizaldo e o zagueiro artilheiro Aderbal, jogadres gabaritados no futebol brasiliense.
Em sua estreia no Torneio Imprensa venceu o Taguatinga por 2 X 1. Depois fez quatro jogos sequenciais sem derrota: (0 X 0 Corinthians, 1 X 1 Gama, 2 X 0 Grêmio, 0 X 0 Demabra). Em 16 de abril foi derrotado pelo Gama (2 X 1).

#### Torneio Imprensa
Campanha do Olímpico Atlético Clube
8 jogos | 2 vitórias | 4 empates | 2 derrotas
Depois do Torneio Imprensa ficou de fora do Torneio Incentivo e do Campeonato Oficial de 1977.

Depois do Torneio Imprensa não mais atuou em competições promovidas pela Federação Metropolitana de Futebol.